# Fast Layne
Fast Layne è una serie televisiva statunitense creata da Travis Braun, prodotta dalla Lakeshore Productions e trasmessa per la prima volta il 15 febbraio 2019 su Disney Channel. È interpretata da Sophie Pollono, Sofia Rosinsky, Brandon Rossel e Winslow Fegley. In Italia è inedita.

## Trama
A Cedarville si raccontano le avventure della brillante dodicenne Layne Reed, che scopre una sofisticata macchina parlante, chiamata VIN, inventata dai genitori. Con l'aiuto della sua vicina Zora, di un compagno di classe e del cugino, la ragazzina vive una serie di avventure mozzafiato.

## Personaggi principali
- Layne Reed, una brillante ragazza che scopre VIN; concorre per la carica di presidentessa del consiglio scolastico.
- Zora Morris, vicina e migliore amica di Layne.
- Cody Castillo, un compagno di scuola che lavora in un garage.
- Mel, il cugino di Layne.